# Philibert de Montgremier
Philibert de Montgremier est un homme politique néo-hébridais.

## Biographie
Gérant de la Société familiale de Navigation et d'Agriculture à Luganville sur l'île d'Espiritu Santo, il vit en concubinage avec une femme autochtone, ancienne épouse d'un chef du nord de l'île de Malekula.
Il est l'un des rares Français à s'engager dans le Parti national des Nouvelles-Hébrides, parti indépendantiste mené par des autochtones anglophones. Il est choisi comme candidat pour le parti dans la circonscription « Santo urbaine » (Luganville) pour les premières élections législatives de cette colonie franco-britannique en 1975. Les citoyens à Luganville doivent élire un député autochtone, un député français et un député britannique, et Philibert de Montgremier est élu député français à l'Assemblée représentative des Nouvelles-Hébrides. Il est le « seul Français » à siéger pour les indépendantistes à l'Assemblée, les divers partis francophones étant quant à eux anti-indépendantistes,. L'élection de cinq des six députés de Santo est toutefois cassée par la justice en juillet 1976 en raison de vices de procédure. Lors de l'élection partielle qui en résulte pour le siège du député français de Luganville, Philibert de Montgremier est battu par le candidat francophone anti-indépendantiste Georges Cronsteadt.
Boycottant l'Assemblée en 1977, le Parti national devient le Vanua'aku Pati, et annonce la formation d'un gouvernement parallèle au gouvernement autonome formé par l'Assemblée. Il tisse des liens avec le Parti de libération kanak (Palika), parti indépendantiste radical en Nouvelle-Calédonie, et Philibert de Montgremier accompagne Barak Sopé, secrétaire général du Vanua'aku Pati, à un congrès du Palika en Nouvelle-Calédonie en mai 1977. Son mandat parlementaire de 1975 à 1976 restera toutefois sa seule participation au corps législatif.